# Josefina Pons Sitges
Josefina Pons Sitges (Menorca, ? - Menorca, desembre de 1906) és una lliurepensadora menorquina. El 1900 va ser la presidenta de la Societat Progressiva Femenina de Maó. Aquesta nova entitat havia estat inspirada en la Societat Progressiva Femenina de Barcelona (dirigida per Ángeles López de Ayala, Amalia Domingo Soler i Teresa Claramunt). Aquest col·lectiu va estar vinculat a la lògia maçònica Hermanos de la Humanidad de Menorca i al corrent republicà. De fet, Josefina Pons era la germana de Pere Pons Sitges, qui en diverses ocasions fou el batle republicà de Maó.
Una de les iniciatives més conegudes de l'entitat lliurepensadora fou la creació d'una escola laica. El 1903 aquesta escola s'incorporà a un nou projecte educatiu, el Col·legi Germinal, el qual comptà amb un local més ampli i amb més recursos.
Finalment, la Societat Progressiva Femenina de Maó es va dissoldre el 1905 (l'entitat es reorganitzà el 1910) i un any després, el desembre de 1906, va morir la que havia estat la seva primera presidenta, Josefina Pons Sitges.